# Agersø (plaats)
Agersø is een plaats op het gelijknamige eiland in de Deense regio Seeland, gemeente Slagelse. De plaats telt 208 inwoners (2008).